# Thor (schip, 1955)
De Thor was een kraanschip van Heerema. Het werd in 1955 bij Mitsubishi Zosen in Nagasaki gebouwd als de olietanker Veedol voor Tidewater Tankers van Jean Paul Getty. Tijdens de tewaterlating verloor men de controle over het schip dat aan de overzijde de kade raakte, waarmee een artikel in Life verzekerd was. De Veedol was er een uit een serie tankers van 46.500 dwt en kwam op tijd om te profiteren van de sluiting van het Suezkanaal door de Suezcrisis van 1956.
In 1972 werd het schip in tweeën gedeeld. Het achterschip werd omgebouwd tot OBO-carrier en uiteindelijk in 1982 gesloopt in Kaohsiung.
Het voorschip werd van Nagaura naar Antwerpen gesleept, eerst door de Clyde en daarna door de Elbe van Smit. Hierna liet Heerema het in 1973 bij Boele in Bolnes ombouwen tot kraanschip. Hierbij werd een kraan van IHC Gusto geplaatst met een capaciteit van 2000 shortton. Daarnaast kreeg het schip een geheel nieuwe machinekamer, accommodatie voor 180 man, een helidek en acht ankerlieren met elk een Flipper Delta anker van 15 ton.
De Thor was gebouwd nadat BP had gevraagd om grotere kraanschepen te bouwen voor het Forties-veld. BP gaf echter slechts een garantie gaf van 40 dagen gebruik op Forties en het betonnen platform waarbij kraanschepen minder nodig waren, leek voor andere oliemaatschappijen een aantrekkelijk alternatief. De financiering van 65 miljoen gulden was voor Slavenburg, dat daarvoor de Champion deels had gefinancierd, een te groot risico. Heerema was al begonnen met de bouw en kwam daardoor in de problemen. IHC stelde voor om voor 45% deel te nemen in Heerema in ruil voor IHC-aandelen, maar dit aanbod vond Heerema te ongunstig. Daarop ging Heerema een samenwerking aan met de mijnbouwfinancieringsmaatschappij Selection Trust dat het schip in eigendom nam en aan Heerema terugcharterde voor tien jaar tegen een rente van 2% boven de dan geldende tarieven en daarnaast 10% van de winst.
Na de oplevering ging de Thor dan ook na een klus in het Viking-veld aan de slag bij het Forties-veld van BP. In 1984 werd de kraancapaciteit verhoogd naar 3000 shortton. In 1985 kwam een duiker van British Underwater Engineering (BUE) om het leven tijdens duikwerkzaamheden in Maleisië.
In 1989 ging Heerema een joint-venture aan met McDermott, HeereMac. De Thor werd verkocht aan McDermott en McDermott Derrick Barge No. 52 gedoopt. McDermott bracht het onder in een Maleise joint-venture Malmac, tot het schip in 1994 gesloopt werd.